# 巴彦图嘎苏木
巴彦图嘎苏木是中华人民共和国内蒙古自治区锡林郭勒盟阿巴嘎旗下辖的一个苏木。
2012年1月20日，内蒙古自治区人民政府批复同意分别从吉尔嘎郎图苏木、那仁宝拉格苏木划出部分区域，设置巴彦图嘎苏木，辖巴彦图呼木、阿日宝拉格、青格勒宝拉格、德勒格尔宝拉格、乌格木尔、乌力吉毕力格图、脑木罕、巴彦图嘎、巴彦德勒格尔9个嘎查，驻呼吉尔图。

## 行政区划
巴彦图嘎苏木下辖以下村级行政区划单位：
阿日宝拉格嘎查、德勒格尔宝拉格嘎查、乌力吉毕力格图嘎查、巴彦德勒格尔嘎查、巴彦图嘎嘎查、巴彦图呼木嘎查、青格勒宝拉格嘎查、乌格木尔嘎查和脑木罕嘎查。